# Radio Liban
Radio Liban est une station de radiodiffusion libanaise généraliste. 
Radio Liban 96,2 assure une grande partie de ses programmes en français sans oublier l’anglais et l’arménien, répondant ainsi à l’attente d’une grande partie des auditeurs libanais. Complétant ses programmes, Radio France internationale (RFI) est partenaire de Radio Liban avec tous les jours douze heures d’émissions et de journaux tournés vers le monde.
Chaque jour, trois bulletins d’informations locales relatent l’actualité libanaise et internationale.

## Histoire
Les premières diffusions radio régulières eurent lieu au Liban en 1939. Seconde antenne au Moyen-Orient après celle du Caire, Radio Orient est créée en 1938.  En 1946, après l’indépendance, Radio Orient devint la première Radio Libanaise. Elle demeurera à l’abri de la concurrence, refusant tout publicité durant ses programmes, jusqu’au début de la guerre de 1975. Alors, plus de 150 stations voient le jour jusqu’à la promulgation de la loi sur l’émission télévisée et radiophonique qui en réduira considérablement le nombre. 
La relance de Radio Liban en décembre 2003 est le fruit de la collaboration des autorités françaises et libanaises. Un Fonds Prioritaire de Solidarité d’un million d’euros est attribué par le Ministère Français des Affaires étrangères en 2001.
Depuis, Radio Liban couvre tout le territoire libanais grâce aux émetteurs situés aux quatre coins du pays.